# Unión Temporal de Empresas
Una Unión Temporal de Empresas (UTE) es un sistema utilizado en España por el cual dos o más empresas se unen para realizar una obra o prestar un servicio determinado; se constituyen como una única empresa temporalmente mientras dure la obra, normalmente de gran porte.

## Motivos para constituir las UTE

### Motivos técnicos
La unión conlleva la puesta en común de recursos, conocimientos y experiencias de las distintas empresas asociadas en un proyecto. Las empresas por sí solas tendrían que realizar fuertes inversiones en maquinaria, infraestructura, desarrollo, investigación, para alcanzar el mismo objetivo que persigue la Unión.

### Motivos económicos
Existen también motivos de índole económica y fiscal, puesto que los recursos de varias empresas en conjunto son superiores a los individuales, lo que supone un abaratamiento de los costes de ejecución y la posibilidad de presentar una oferta más ventajosa al cliente; se diversifica el riesgo entre las asociadas, se puede negociar en mejores condiciones la obtención de avales y financiación de terceros, financiación a la que habrá que acudir de forma notoriamente inferior a lo que tendría que hacerlo una empresa única, puesto que las UTE se financian con aportaciones de los miembros y con los recursos que ella misma pueda generar.

### Ventajas organizativas
Pueden acogerse también estas Uniones a un régimen fiscal específico y más ventajoso que analizaremos más adelante, para ello es indispensable que se formalice su constitución en escritura pública. Finalmente cabe hablar de ventajas organizativas derivadas de la unión, ventajas que se pueden traducir en una mejora de los sistemas de control de costes, información, pedidos, marketing, publicidad, recursos humanos y en general, cualquier aspecto que resulte de encauzar la experiencia de los distintos miembros de la Unión.

## Normativa y régimen jurídico
Las UTE están reguladas por la Ley 18/1982, de 26 de mayo, sobre Régimen Fiscal de Agrupaciones y Uniones Temporales de Empresas y sociedades de Desarrollo Industrial Regional.
Las UTE carecen de personalidad jurídica propia distinta de la de sus miembros, de ello se deriva que las empresas miembros van a responder de forma subsidiaria de las deudas de la UTE, y solidaria e ilimitadamente entre ellas. Es decir, los acreedores de la UTE deben dirigirse, en primer lugar, contra los posibles saldos y bienes existentes a nombre de la misma. Si el crédito no es satisfecho se dirigirán contra cualquier empresa asociada, a la que podrán exigir el pago de la totalidad de la deuda, dada la solidaridad existente, y siempre teniendo en cuenta el régimen propio (societario o no) de la empresa asociada.

## Duración
Tienen las UTE una duración idéntica a la de la obra, servicio o suministro que constituya su objeto, pero siempre con el límite máximo de veinticinco años, salvo que se trate de ejecución de obras y explotación de servicios públicos, en cuyo caso la duración máxima será de cincuenta años. Si la duración es superior ya no le sería aplicable el régimen fiscal especial. Una vez terminada la obra, servicio o suministro, o bien transcurrido el plazo mencionado se entra en fase de liquidación, satisfaciendo las deudas pendientes y repartiendo los excedentes a los socios en virtud de su aportación. En caso de que con la liquidación todavía quedasen deudas pendientes, de éstas responderán los socios solidaria e ilimitadamente.
Debe existir un gerente único de la UTE, con poderes suficientes de todos y cada uno de sus miembros para ejercitar los derechos y contraer las obligaciones correspondientes. El gerente debe hacerlo constar así en cuantos actos y contratos suscriba en nombre de la Unión, y responderá ante la UTE de sus operaciones.

## Estructura y funcionamiento de las Uniones Temporales de Empresas
La estructura organizativa de las UTE no viene prefijada en la Ley 18/1982. En la práctica, puede describirse del siguiente modo:

### Junta de empresarios
Equivale a la Junta General en el caso de sociedades anónimas. Está formada por un representante de cada una de las asociadas, y es el órgano superior de la Unión. Estos representantes suelen estar apoderados por las empresas para poder vincularlas por sus actos en las materias competencia de la Junta (que han sido fijadas en los Estatutos fundacionales). Estas competencias se dirigen a fijar las líneas generales de actuación de la Unión, modificar los Estatutos si fuere conveniente, aprobar la gestión, el balance y la cuenta de resultados, así como los criterios de distribución de estos.

### Comité de gerencia
Equivale al Consejo de administración de una sociedad anónima. Se trata de un órgano encargado de diseñar la política de dirección del proyecto. En él también han de estar representadas todas y cada una de las empresas que integran la Unión. El Comité se reúne siempre que sea necesario y a petición de cualquiera de sus miembros. Sus acuerdos suelen ser adoptados por mayoría y quedan reflejados en un Acta.
Desarrolla las funciones de dirección y control de la ejecución del proyecto; entre otras: decidir sobre los planes de trabajo que propongan los técnicos, adquisición o alquiler de maquinaria y tecnología para la consecución del objetivo buscado, aportaciones exigibles a los partícipes, operaciones financieras para obtener recursos adicionales precisos y otras similares que han de quedar claramente indicadas en los Estatutos de la Unión.

### Gerente
Equivale al Consejero Delegado de una sociedad anónima. Es la persona nombrada por el comité de gerencia para asumir todas las labores de ejecución de los acuerdos tomados por éste. Tiene facultades para obligar a la Unión frente a terceros con su nombre y firma, aunque luego responderá internamente frente a aquella.

### Personal técnico y administrativo
Entre ellos suele destacar una jefatura de obra que se encarga de realizar directamente la misma bajo las instrucciones que le transmite el Gerente. Otra figura a destacar será el Jefe de Administración y finanzas que va a realizar todas las tareas administrativas propias de una empresa, normalmente con un importante volumen de operaciones y elevados presupuestos en un corto tiempo (contabilidad, impuestos, nóminas, tesorería, facturación, etc.)

## Aspectos contables
En cuanto a la contabilidad, las UTE no tienen obligación de formular cuentas anuales a efectos mercantiles, de manera que el partícipe integra en sus cuentas anuales la parte proporcional de los saldos de la UTE que le correspondan. No obstante, un adecuado control interno producirá que normalmente las UTE lleven unos registros cuya confección puede realizarse de forma similar a los libros de contabilidad obligatorios para las empresas. En la práctica, la UTE debe llevar una contabilidad propia e independiente con el detalle necesario para facilitar su inclusión en las cuentas anuales de sus socios.
En la memoria de los socios se ha de recoger, además, información de cada UTE en la que se participe, indicando los criterios de valoración utilizados por cada Unión y la forma por la que la empresa ha realizado la integración de las operaciones de las mismas.

## Aspectos fiscales
Pueden las UTE acogerse a un régimen fiscal especial en el caso de cumplir determinados requisitos: los partícipes pueden ser personas físicas o jurídicas residentes o no en España. En el caso de ser personas físicas deben ser empresarios y determinar sus rendimientos en estimación directa. En cuanto al objeto, duración y gerente único se exigen los requisitos genéricos estudiados en el apartado uno. Por otra parte, la UTE debe formalizarse en escritura pública, conteniendo los datos de los otorgantes y la voluntad de cumplimiento de los pactos suscritos y recogidos en los estatutos. Estos deberán recoger las aportaciones de los otorgantes y la forma de financiación de la actividad a desarrollar, así como la participación de los miembros en los resultados, positivos o negativos, y el sistema de determinación de los mismos. Por último las UTE han de inscribirse en el registro especial existente en el Ministerio de Economía y Hacienda.
Cumpliendo los requisitos anteriores el régimen fiscal especial es el siguiente:

### Impuesto sobre sociedades
Tributan conforme al régimen de transparencia fiscal pero con ciertas particularidades. No tributan por el IS por la parte de base imponible imputable a las empresas miembros residentes en territorio español, y no hay limitación a la imputación de bases imponibles negativas.
Así, las bases imponibles positivas o negativas que obtenga la UTE se imputan a las empresas miembros en la proporción que resulte de los estatutos sociales o, en su defecto, de acuerdo con su participación en el capital social. Las empresas socios han de integrar la base imputada en la base imponible de su imposición personal.
En cuanto a las deducciones y bonificaciones en la cuota a las que tenga derecho la UTE, la base de tales deducciones y bonificaciones se imputa igualmente a sus empresas miembros a efectos de la liquidación del impuesto correspondiente (IRPF o IS) al que estén sometidas.

### Impuesto sobre el Valor Añadido
Las UTE son sujetos pasivos del impuesto sin especialidad alguna.

### Impuesto sobre Transmisiones Patrimoniales y Actos Jurídicos Documentados
Gozan de exención en el mismo las operaciones de constitución, ampliación, reducción, disolución y liquidación, así como los contratos preparatorios y demás documentos cuya formalización suponga legalmente presupuesto necesario para la constitución de la UTE.

### Retenciones e ingresos a cuenta
Las UTE y sus partícipes residentes en España no tienen obligación de efectuar retenciones en la fuente, a cuenta del IRPF e IS, respecto de los rendimientos sometidos a retención que recíprocamente se satisfagan como consecuencia de la actividad de la Unión con sus miembros (sí hay que retener cuando se trata de rendimientos satisfechos a una empresa miembro residente en el extranjero). Respecto de terceros (empleados, profesionales, etc.), tienen las obligaciones de retención propias de cualquier otra entidad.

### Pagos fraccionados
Aquellas UTE cuyos miembros sean residentes en territorio español no tributan por IS, por lo que no deberán efectuar pagos fraccionados (tendría que hacerlos por la parte correspondiente si tuviese algún socio extranjero).

## Extinción y liquidación
Una vez cumplido el objeto social para el que se constituyó la UTE, ésta se extinguirá. Para ello deberá formalizarse la extinción en escritura pública, que habrá de comunicarse al Ministerio de Economía y Hacienda para que sea dada de baja en el registro especial. Si de la liquidación resultase una entrega de bienes a las empresas miembros cuyos valores de mercado fuesen superiores a los contables, la diferencia entre ambos valores debe integrarse en la base imponible de la UTE, para que sea imputada a las empresas miembros, las cuales incrementarán el valor fiscal de su participación en la UTE en el importe de la plusvalía de disolución imputado a los mismos.